# Lars Rosander
Lars Sture Rosander, född den 22 april 1935 i Landskrona församling, Malmöhus län, död 15 juli 2018 i Åhus distrikt, Skåne län, var en svensk författare och militärhistoriker.
Rosander hade ett förflutet som officer, men då han fick order om att flytta från Åhus till Enköping för att bli chef för Pansartruppernas kadettskola sade familjen stopp. Hustrun Jane tog på sig försörjningen och Rosander skrev debutromanen Vargarna från Elba (1978), som handlar om Napoleon I:s kamp för att få sin hustru kejsarinnan Marie-Louise att resa till honom på ön Elba, till vilken han är landsförvisad. Napoleon skickar ut tre trofasta män, Vargarna från Elba, för att utföra uppdraget. De stöter dock på patrull i den österrikiska ambassadören Neipperg och det hela utvecklas till en kamp mellan de två.